# Adjutant General’s Corps
Das Adjutant General’s Corps (AGC) (deutsch „Korps des Generaladjutanten“) ist eines der größten Korps der British Army, also des Heeres des Vereinigten Königreichs. Es wird vom Generaladjutanten befehligt, dem höchsten Stabsoffizier der Armee. Dieser ist zuständig für Organisationsfragen sowie die militärische Ausbildung von Mannschaften und Offizieren. Er selbst untersteht dem Generalstabschef.
Der Begriff Korps ist hier nicht im Sinne eines Armeekorps, also eines militärischen Großverbands zu sehen, sondern, ähnlich wie beispielsweise bei Sanitätskorps oder Offizierkorps, als übergeordneter und zusammenfassender Begriff. Das Korps dient der Unterstützung anderer Einheiten unter anderem in Form von Personalverwaltung, Militärpolizei, Militärjustiz, Profos (Feldjägern) sowie Aus- und Weiterbildung.